# کاترین کولونا
کاترین کولونا (به فرانسوی: Catherine Colonna؛ زاده ۱۶ آوریل ۱۹۵۶) دیپلمات و سیاستمدار فرانسوی است. او از مه ۲۰۲۲ تا ژانویه ۲۰۲۴ وزیر امور خارجه فرانسه بود. وی پیشتر، از سپتامبر ۲۰۱۹ تا مه ۲۰۲۲ به‌عنوان سفیر فرانسه در بریتانیا فعالیت می‌کرد.
کولونا بین سالهای ۲۰۱۴ تا ۲۰۱۷ سفیر فرانسه در ایتالیا و متعاقباً سفیر فرانسه در OECD بود.

## افتخارات

### افتخارات ملی
- فرانسه: افسر لژیون دونور
- فرانسه: افسر نشان ملی لیاقت
- فرانسه: فرمانده نشان هنر و ادب

### افتخارات خارجی
- اروگوئه: مدال جمهوری شرقی اوروگوئه (1997)[۲]
- ایتالیا: افسر اعظم نشان ستاره ایتالیا (۲ ژوئن ۲۰۱۸)[۳]